# Kopnięcia
Kopnięcia (org. Kicks) to amerykański dramat sensacyjny telewizji ABC.

## Opis
Maggie Pierson uwielbia różnego rodzaju przygody i mocne wrażenia. Kocha skoki ze spadochronem, nurkowanie i szybkie samochody. Jej bliski znajomy Caleb wielokrotnie się już oświadczał, ale Maggie zawsze odrzucała jego awanse, gdyż wydawał się dziwacznie nazbyt poczciwy. Martin Cheevers, młody, ekstrawagancki milioner, przekonuje Maggie do siebie i oboje biorą udział w niebezpiecznej zabawie, która kończy się tragicznie. Zostaje popełnione morderstwo. Zszokowana Maggie chce zgłosić się na policję. Zauważa jednak, że jej związek z Martinem to część jego perfidnego planu, który zakłada śmierć partnerki. Maggie może przeżyć tylko wtedy, gdy wykaże większy spryt.